# Ataenius apicalis
Ataenius apicalis är en skalbaggsart som beskrevs av Hinton 1937. Ataenius apicalis ingår i släktet Ataenius och familjen Aphodiidae. Inga underarter finns listade.